# ستهلتشوس
ستهلتشوس (به لاتین: Stehelčeves) یک منطقهٔ مسکونی در جمهوری چک است که در شهرستان کلادنو واقع شده‌است. ستهلتشوس ۴٫۹۸ کیلومتر مربع مساحت و ۷۳۳ نفر جمعیت دارد و ۲۷۶ متر بالاتر از سطح دریا واقع شده‌است.